# École universaliste espagnole du XVIIIe siècle
L'École universaliste espagnole du XVIIIe siècle (appelée également « École universaliste espagnole ») fait référence au noyau d'auteurs tels que Juan Andrés, Lorenzo Hervás et Antonio Eximeno connus pour avoir créé la science humanistique universelle dans le sens de la totalisation des matières mais aussi du point de vue géographique et culturel du monde. Il s’agit de la création de la comparatistique moderne et d’une illustration universaliste unissant l’humanisme et l’empirisme dont l’étude transforme et enrichit la culture européenne moderne, revêtant un intérêt particulier à l’époque actuelle de globalisation.

## Concept et auteurs
Le concept de l’École englobe avant tout Juan Andrés, Lorenzo Hervás et Antonio Eximeno en raison de la dimension universaliste extraordinaire de leurs œuvres et des liens intellectuels et personnels établis entre ces trois jésuites expulsés d'Espagne (1767). Leurs ouvrages les plus importants représentent, respectivement, la construction de l’Histoire universelle et comparée des sciences et des lettres, des langues, de la musique et de la théorie comparatiste.
Juan Andrés est l'auteur de Dell'Origine, progressi, e stato attuale d'ogni letteratura et créateur de l’Histoire de la Littérature universelle et comparée (soit, en d'autres termes, l'Histoire des Lettres et des Sciences du XVIIIe siècle). Antonio Eximeno a conçu une épistémologie empiriste et comparatiste proposant une idée universelle innovante de la musique basée sur le concept d’expression. Lorenzo Hervás a quant à lui étudié et reformulé le langage des sourds-muets en collaboration avec Juan Andrés, reprenant ainsi la tradition espagnole née avec Pedro Ponce de León au XVIe siècle.
Hormis plus de trente auteurs prédécesseurs ayant contribué à la formation de l’École tels que les professeurs de l’Université de Cervera (Mateo Aymerich, Juan Bautista Corachán), Jorge Juan et Pedro Murillo Velarde, il faut souligner Miguel Casiri, Antonio José Cavanilles, Franco Dávila, José Celestino Mutis, Juan José de Cuéllar, Vicente Requeno, Carlos Andrés, Antonio Pinazo, Joaquín Millás, Buenaventura Prats, Antonio Ludeña, José Pintado, Esteban de Terreros, Ramón Diosdado Caballero, Juan Sempere y Guarinos, Juan Nuix de Perpiñá ; Benito Viñes (Cuba), le Chilien Juan Ignacio Molina ; l’Argentin Joaquín Camaño ; le Hondurien José Lino Fábrega ; les Mexicains Francisco Javier Clavijero et Pedro José Márquez ; les Philippins Juan de la Concepción, Francisco Manuel Blanco, Bernardo Bruno de la Fuente, José Antonio Tornos et Federico Faura ; le Cubain Benito Viñes, etc.
L’École universaliste espagnole a pour but de rattacher l’épistémologie empiriste moderne, incorporée aux études de bibliographie, d’historiographie, de physique et de cosmographie, à la tradition humanistique capable de maintenir la suprématie de l’éducation et le savoir fondé sur l’étude des langues classiques et modernes.

## Commémorations
En 2017, à l’occasion du bicentenaire de la mort de Juan Andrés (1740-1817), l’Institut Juan Andrés de comparatistique et de globalisation a organisé plusieurs activités académiques et scientifiques. L’École universaliste espagnole a notamment fait l’objet d’une grande exposition bibliographique dans la Bibliothèque historique marquis de Valdecilla de l’Université Complutense de Madrid, réalisée en collaboration avec l’agence AECID. L’événement était également lié à la publication d’un manuscrit inédit de Juan Andrés intitulé Furia. Disertación sobre una inscripción romana, qui représente une reconstruction synthétique de l’activité herméneutique, scientifique et littéraire du créateur de l’Histoire universelle et comparée de la littérature.
Les activités académiques organisées par l’Institut Juan Andrés de comparatistique et de globalisation dans le cadre de l’« Année Juan Andrés », dont la publication des sources documentaires et bibliographiques de l’auteur et l’attribution du VIIIe Prix Juan Andrés d’essai et de recherche en sciences humaines, ont pris fin en 2018 avec une exposition et un congrès à la Bibliothèque Nationale de Naples.

## Les ouvrages principaux
- Juan Andrés (1773), Prospectus Philosophiae Universae Publicae disputationi propositae in Templo Ferrariensi P. P. Societatis Jesu..., Ferrara, Josepho Rinaldi Typographo, 1773.
- Juan Andrés (1782-1799), Origen, progresos y estado actual de toda la literatura, ed. de J. García Gabaldón, S. Navarro, C. Valcárcel, dir. por P. Aullón de Haro, Madrid, Verbum, 1997-2002, 6 vols. (Éd. critique et complète).
- Juan Andrés (1786-1800), Cartas familiares (Viaje de Italia), éd. de I. Arbillaga et C. Valcárcel, dir. par P. Aullón de Haro, Madrid, Verbum, 2004, 2 vols. (Éd. critique et complète).
- Juan Andrés, La figura de la Tierra, éd. de C. Casalini et D. Mombelli, Madrid, Casimiro, 2017.
- Juan Andrés, Estudios Humanísticos, éd. de P. Aullón de Haro, E. Crespo, J. García Gabaldón, D. Mombelli, F.J. Bran, Madrid, Verbum (Col. Verbum Mayor), Madrid, 2017.
- Juan Andrés, Estudios Científicos, éd. de P. Aullón de Haro et D. Mombelli, Madrid, Verbum (Col. Verbum Mayor), 2019.
- Juan Andrés, La Literatura Española del siglo XVIII, éd. de D. Mombelli, Madrid, Instituto Juan Andrés, 2017.
- Juan Andrés, La Biblioteca Real de Nápoles, éd. de P. Aullón de Haro, F.J. Bran et D. Mombelli, Madrid, Instituto Juan Andrés, 2020.
- Lorenzo Hervás, Idea dell'Universo, Cesena, 1778-1792, 21 vols.
- Loorenzo Hervás (1785, 1800-1805), Catálogo de las lenguas de las naciones conocidas, Madrid, Atlas, 1979, 5 vols. (Éd. facs.).
- Lorenzo Hervás, Escuela Española de Sordomudos [La gramática de la lengua de signos en su contexto interlingüístico y pedagógico], ed. de Ángel Herrero, Universidad de Alicante, 2008. (Éd. moderne).
- Antonio Eximeno (1774), Del Origen y reglas de la Música, Madrid, Imprenta Real, 1796, 3 vols. (Éd. critique et complète de Alberto Hernández, Madrid, Verbum, 2016).
- Antonio Eximeno (1789), De la Institución de los Estudios Filosóficos y Matemáticos, ed. de F.J. Juez Gálvez, Introd. de P. Aullón de Haro, Madrid, Instituto Juan Andrés, 2023.
- Francisco Javier Clavijero, Historia Antigua de México, México, Porrúa, 1945, 1964, 2014.
- Juan Ignacio Molina, Saggio sulla storia naturale del Chili, Bolonia, S. Tommaso D’Aquino stamperia, 1782 (2ª ed. Bolonia, 1810). (Trad. esp.: Ensayo sobre la historia natural de Chile, ed. de R. Jaramillo, Santiago de Chile, Ediciones Maule, 1987). (Trad. fr.: Essai sur l’Histoire naturelle du Chili, trad. y ed. de M. Gruvel, Paris, Chez N. de la Rochelle, 1789). (Trad. al.: Versuch einer Naturgeschichte von Chili, trad. de J.D. Brandis, Leipzig, 1786).
- José Celestino Mutis, Flora de la Real Expedición Botánica del Nuevo Reino de Granada: 1783-1816, Madrid, Instituto de Cooperación Iberoamericana-Universidad Nacional de Colombia-..., 49 vols.
- Antonio José Cavanilles, Géneros y especies de plantas demostradas en las lecciones públicas del año 1802, Madrid, Imprenta Real, 1803.